# Minoritenplatz
Der Minoritenplatz ist ein historischer Platz in Wien. Dominierender Bau ist die Minoritenkirche.

## Geschichte
Der Name des Platzes ist vom Minoritenorden abgeleitet, den Herzog Leopold VI. von Österreich 1224 nach Wien berufen hatte. Die Mönche errichteten nahe der Hofburg die Minoritenkirche und ein Kloster. Im Bereich nördlich der Kirche wurde ein Friedhof mit Eingangstor in der heutigen Petrarcagasse angelegt, der von nicht mehr bestehenden Klostergebäuden sowie dem Landhaus begrenzt wurde; seit 1230 wurde der Bereich Bei den minderen Brüdern genannt. 
Den südlichen Teil des heutigen Platzes nahmen weitere Klostergebäude sowie der Kreuzgang des Klosters ein. Ab 1537 sowie von 1550 bis 1564 entstand im Südosten das ebenfalls nicht erhaltene Hofspital im Renaissancestil; in dessen Hof wurde nach 1740 ein Ballhaus errichtet.
Ab der zweiten Hälfte des 17. Jahrhunderts und im 18. Jahrhundert wurden die barocken Adelspaläste errichtet, die zunächst den Friedhof umgaben; dieser wurde im Zuge der Josephinischen Reformen aufgehoben. Seit 1786 ist der Platz Minoritenplatz benannt. 
Das Minoritenkloster wurde 1783 abgesiedelt und der Orden zog 1784 in das in der Alservorstadt gelegene Kloster des aufgehobenen Trinitarier-Ordens. Die Gebäude des Klosters dienten zunächst verschiedenen staatlichen Einrichtungen; sie wurden schließlich 1892–1903 ebenso wie das Hofspital abgerissen. 
Auf einem Teil der frei gewordenen Fläche entstand das Haus-, Hof- und Staatsarchiv als Zubau an das Bundeskanzleramt, weitere Teile wurden zum öffentlichen Platz umgestaltet. 
Der Bereich des ehemaligen Hofspitals blieb zunächst unverbaut. 1937/38 wurde mit der Errichtung des Rohbaus für das Fronthaus der Vaterländischen Front (nach Plänen von Clemens Holzmeister) begonnen, der aber nur ein Geschoß hoch gedieh und unvollendet blieb. 
Nachdem Wettbewerbe für ein Amtsgebäude der Niederösterreichischen Landesregierung in den Jahren 1954 und 1975 gescheitert waren, entstand schließlich 1982–86 nach Plänen der Architekten Alexander Marchart und Roland Moebius ein postmodernes Bürogebäude für das Bundesministerium für Inneres, wodurch die Einfassung des Platzes an allen Seiten geschlossen wurde.

## Umgebende Gebäude
Folgende Gebäude gehören auch zum Minoritenplatz:

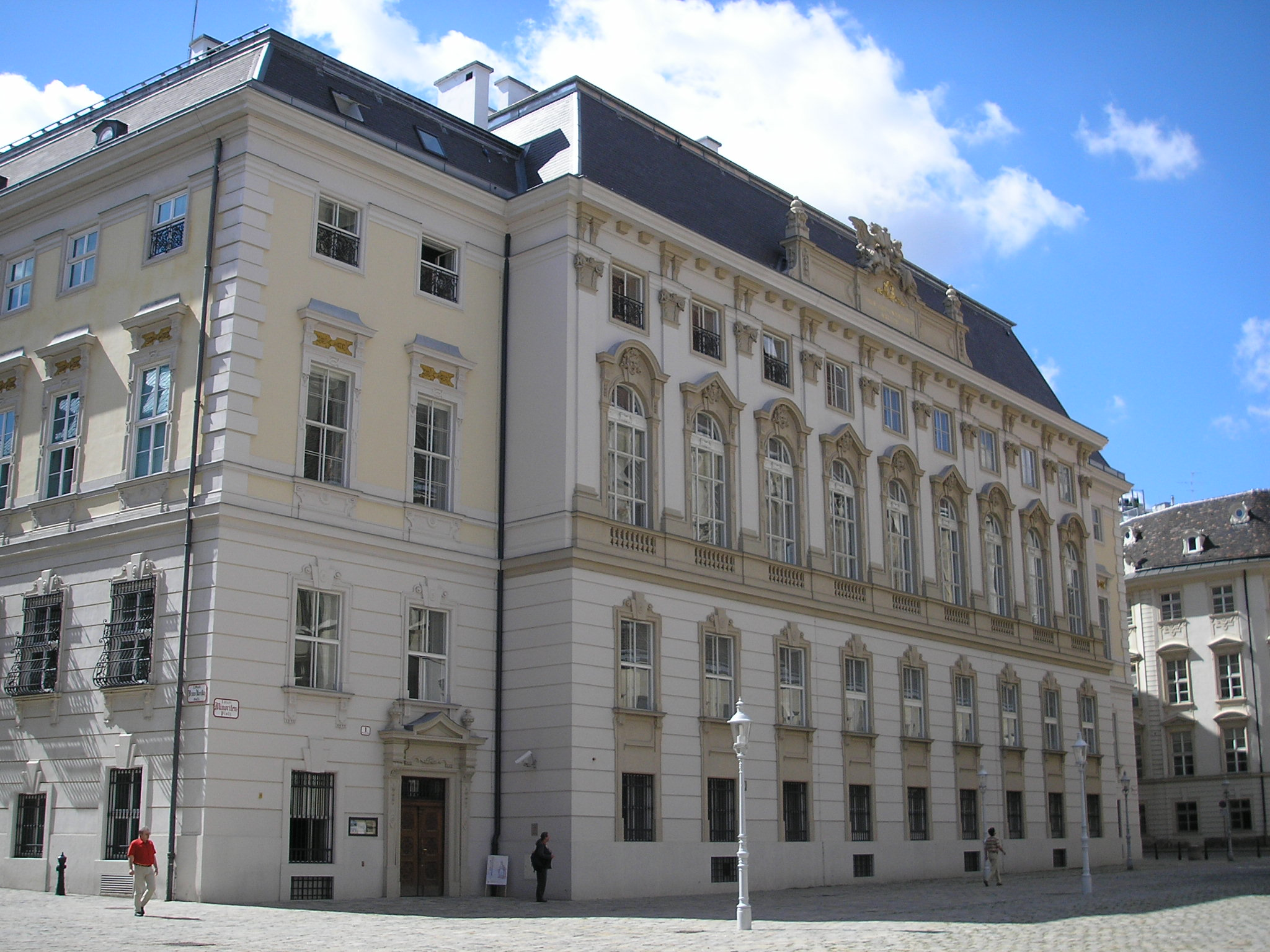
Haus-, Hof- und Staatsarchiv (Minoritenplatz 1)
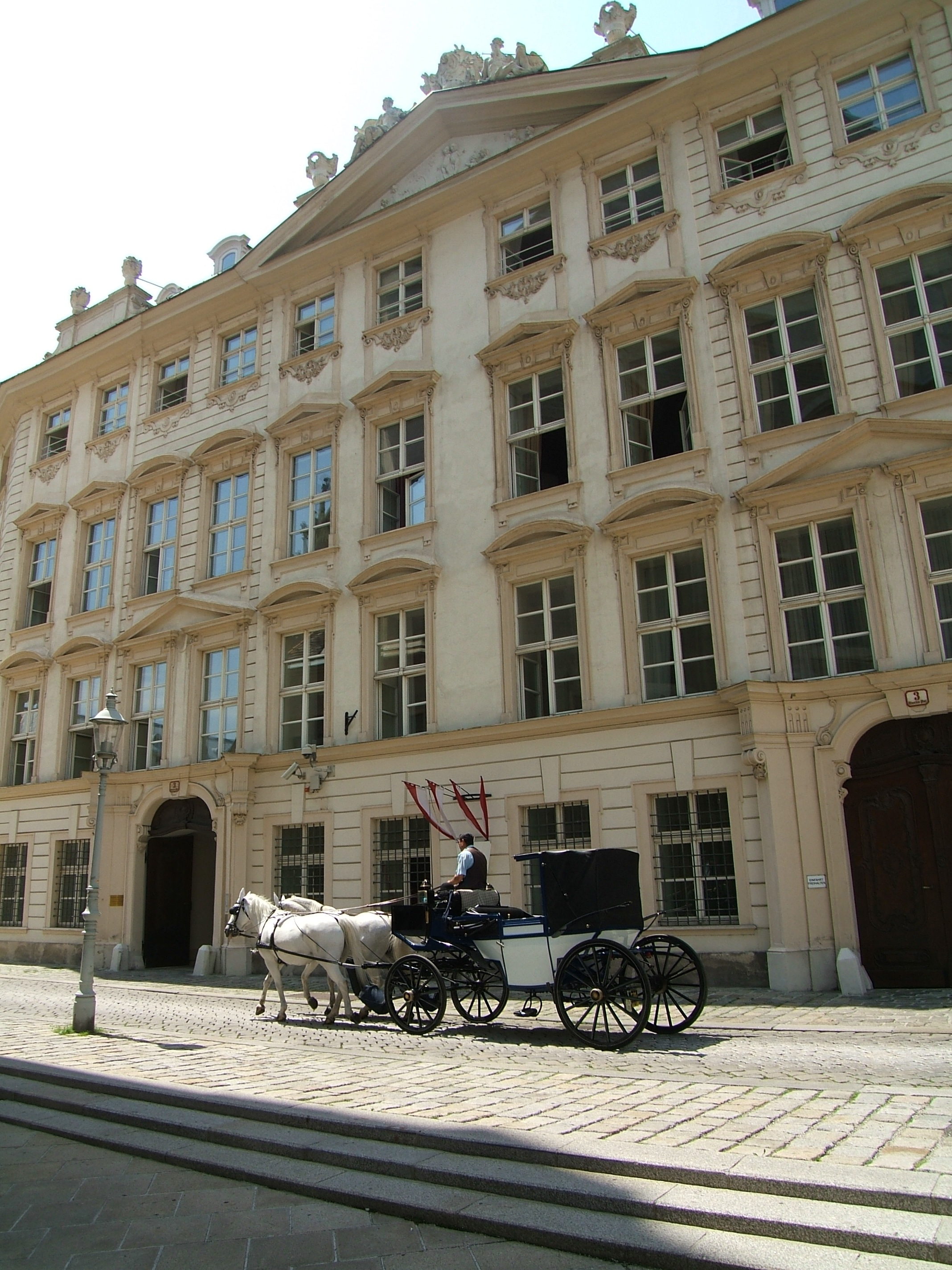
Palais Dietrichstein (Minoritenplatz 3)
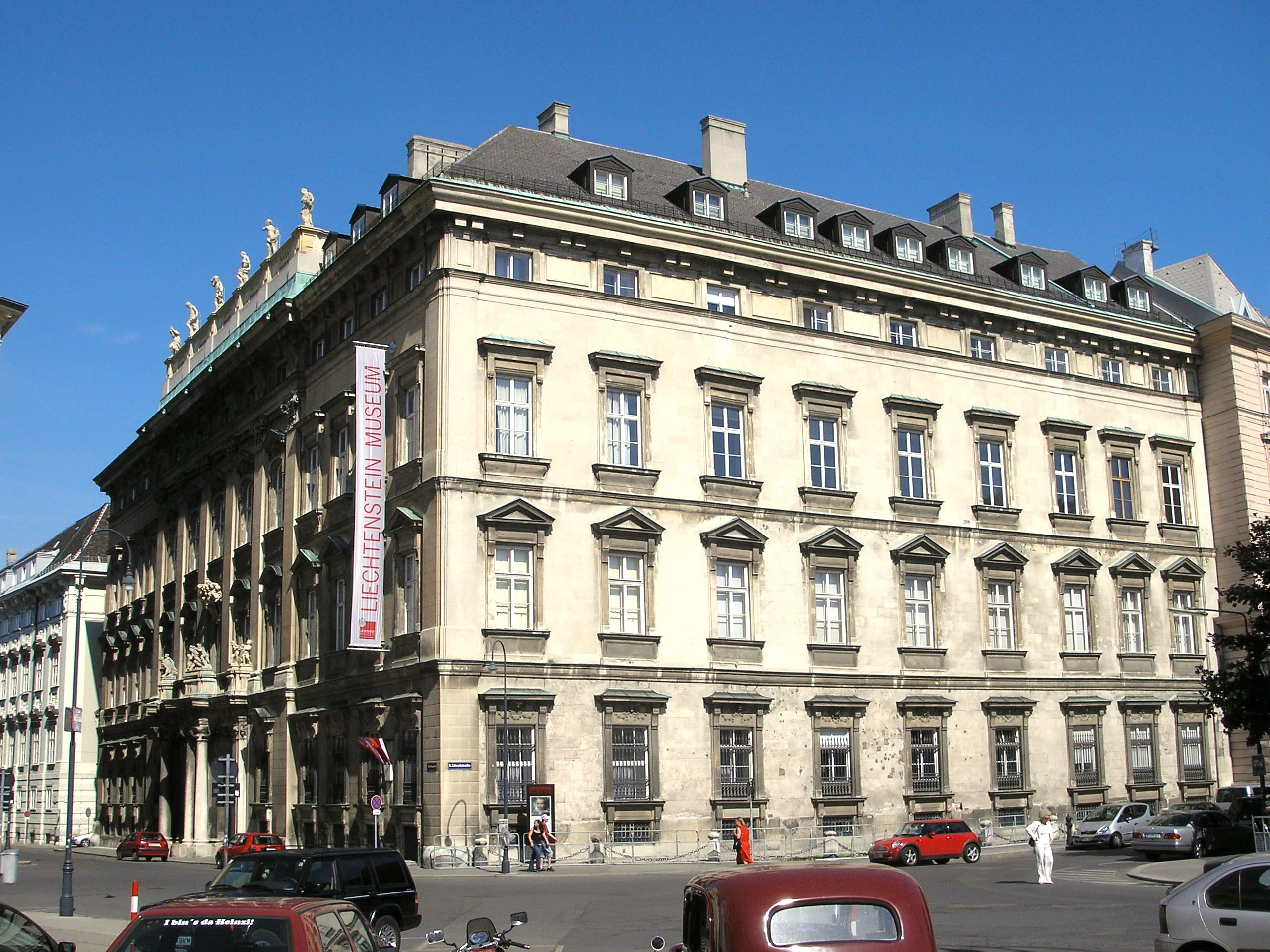
Palais Liechtenstein (Minoritenplatz 4)
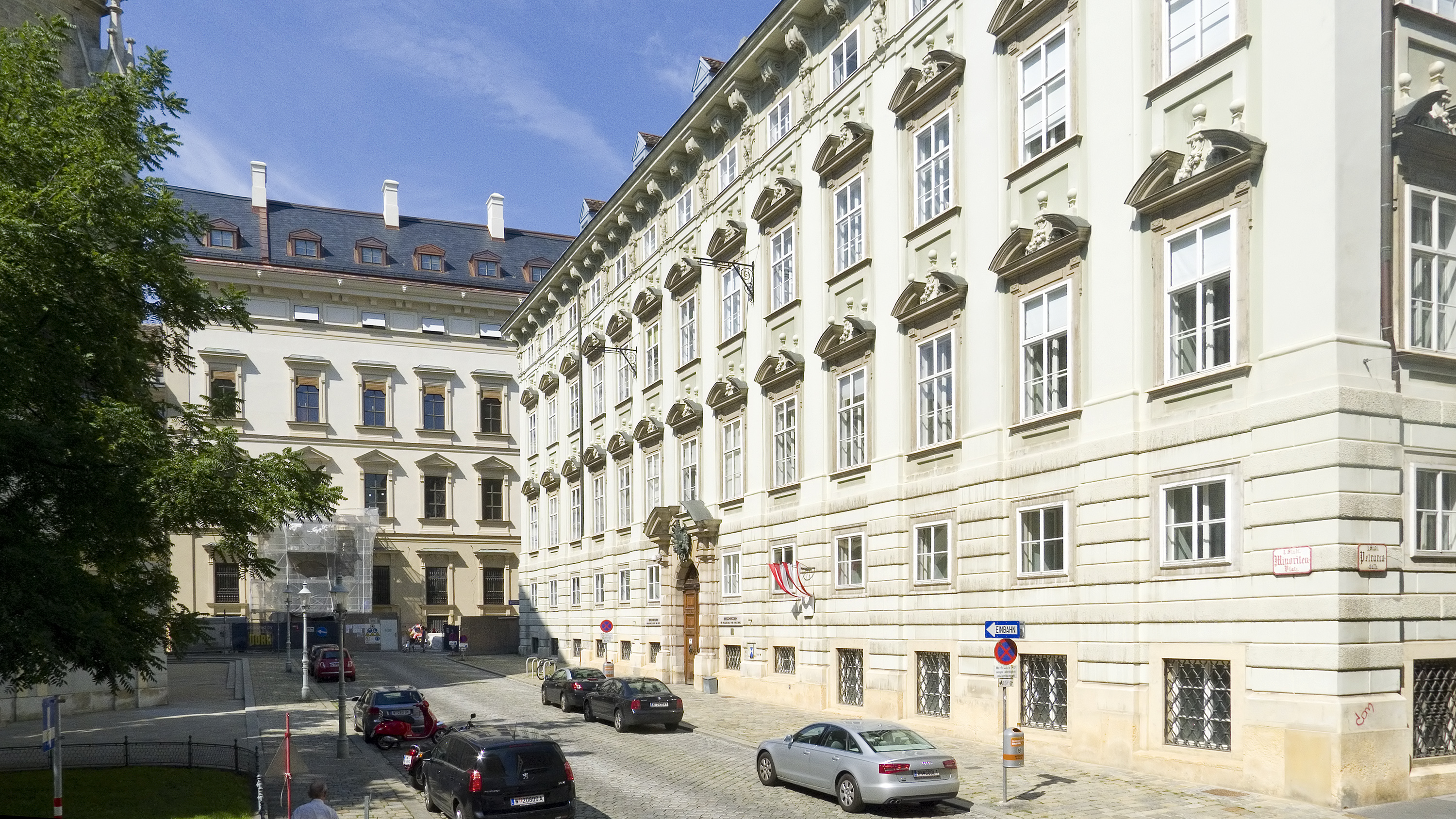
Palais Starhemberg (Minoritenplatz 5)
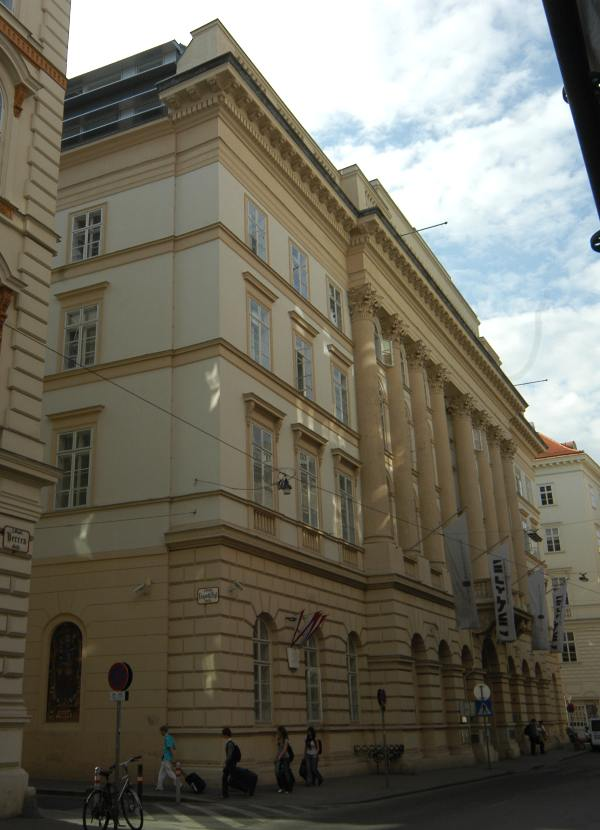
Palais Niederösterreich (Minoritenplatz 7)
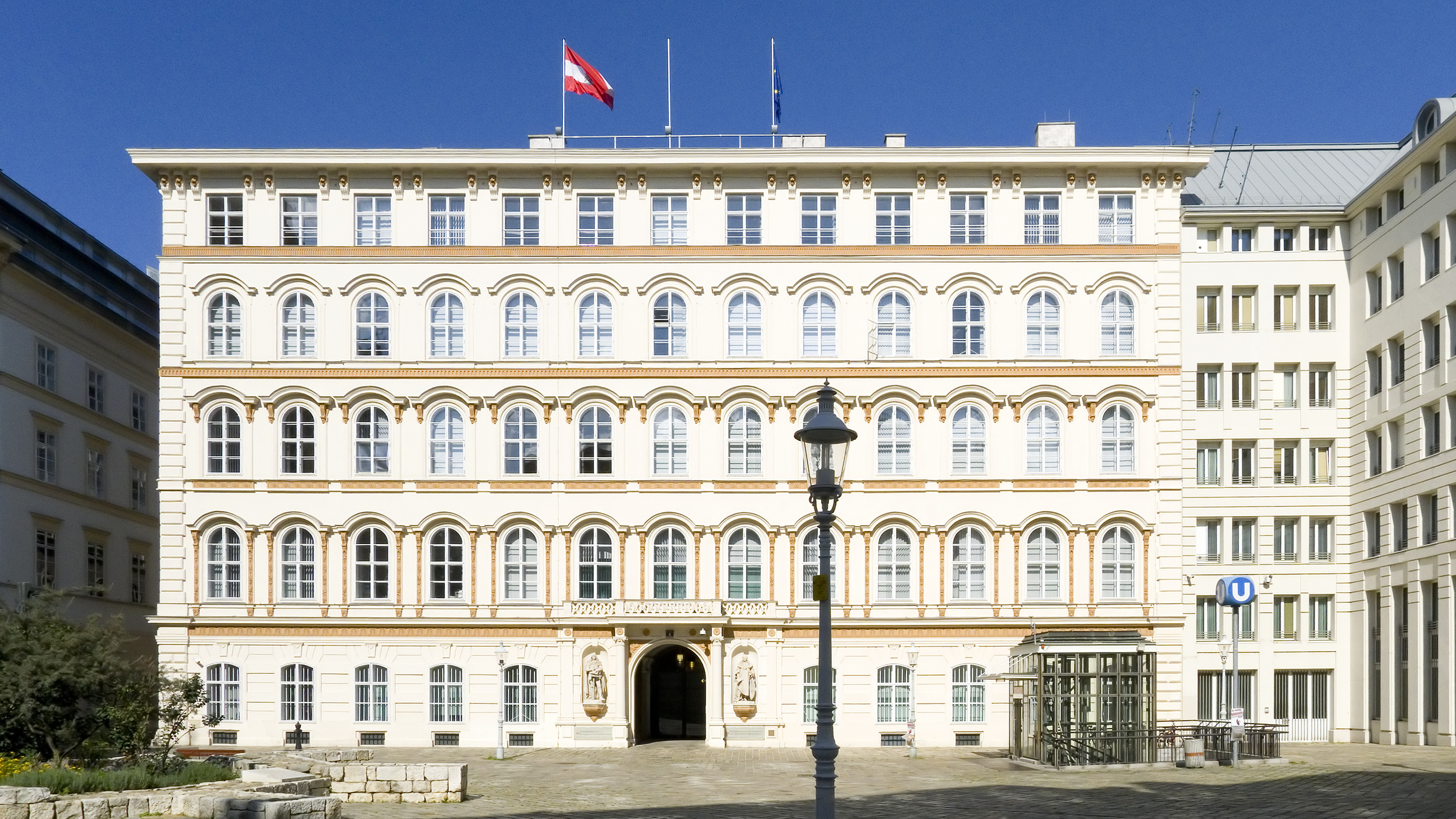
Bundesministerium für europäische und internationale Angelegenheiten (Minoritenplatz 8)
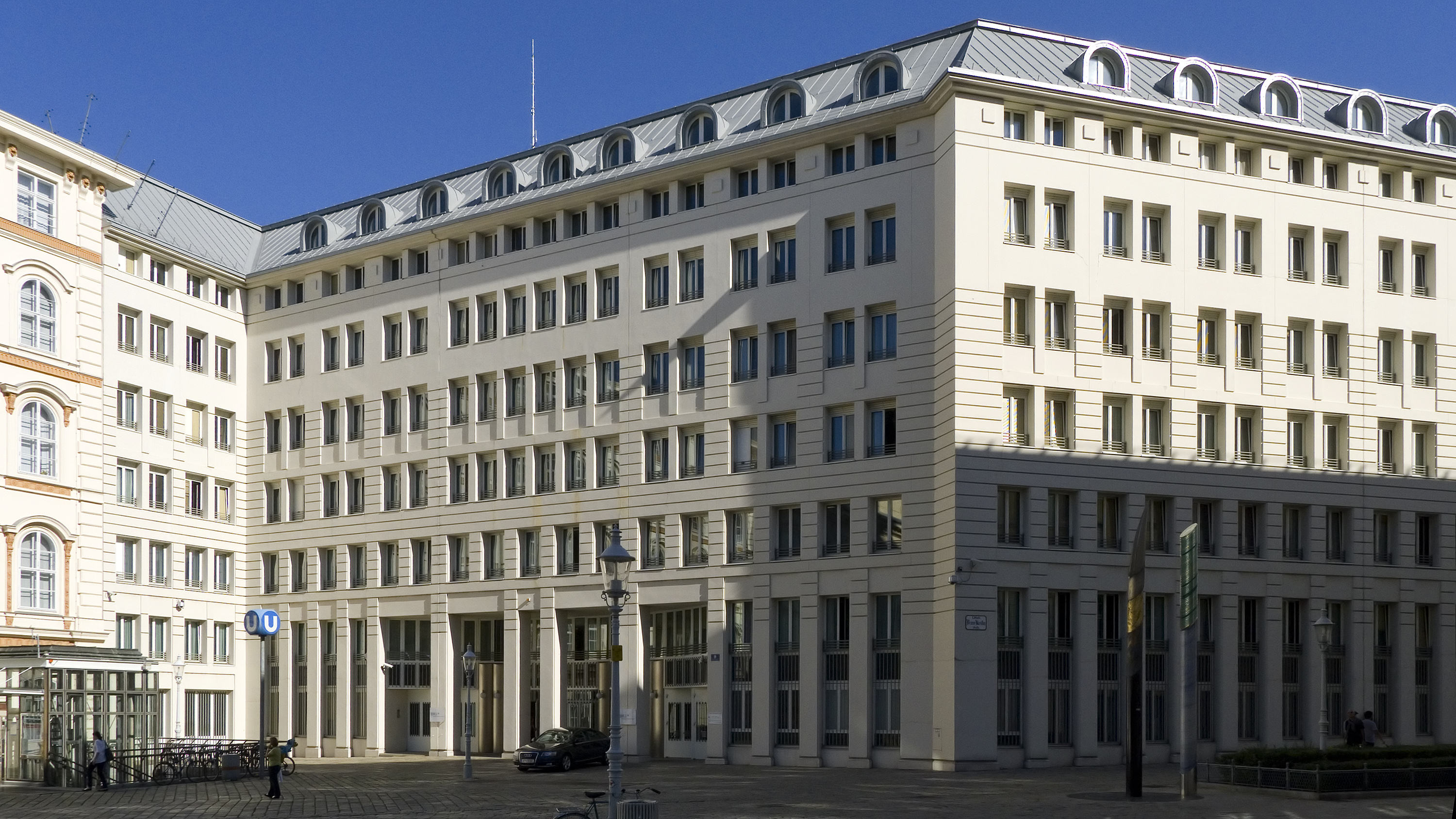
Bundesministerium für Inneres (Minoritenplatz 9)

- Haus-, Hof- und Staatsarchiv
(Minoritenplatz 1)
- Palais Dietrichstein
(Minoritenplatz 3)
- Palais Liechtenstein
(Minoritenplatz 4)
- Palais Starhemberg
(Minoritenplatz 5)
- Palais Niederösterreich
(Minoritenplatz 7)
- Österreichisches Außenministerium
(Minoritenplatz 8)
- Bundesministerium für Inneres
(Minoritenplatz 9)